# F1 score
Nell'analisi statistica della classificazione binaria, l'F1 score (nota anche come F-score o F-measure, letteralmente "misura F") è una misura dell'accuratezza di un test. La misura tiene in considerazione precisione e recupero del test, dove la precisione è il numero di veri positivi diviso il numero di tutti i risultati positivi, mentre il recupero è il numero di veri positivi diviso il numero di tutti i test che sarebbero dovuti risultare positivi (ovvero veri positivi più falsi negativi). L'F1 viene calcolato tramite la media armonica di precisione e recupero:
{\displaystyle F_{1}={\frac {2}{{\tfrac {1}{\mathrm {r} }}+{\tfrac {1}{\mathrm {p} }}}}=2\cdot {\frac {\mathrm {p} \cdot \mathrm {r} }{\mathrm {p} +\mathrm {r} }}}.
Può assumere valori compresi fra 0 e 1. Assume valore 0 solo se almeno uno dei due vale 0, mentre assume valore 1 se e solo se sia precisione che recupero valgono 1. L'F1 score è anche noto come coefficiente di Sørensen-Dice (DSC), o semplicemente coefficiente di Dice.
La formula generale è:
{\displaystyle F_{\beta }=(1+\beta ^{2})\cdot {\frac {\mathrm {p} \cdot \mathrm {r} }{(\beta ^{2}\cdot \mathrm {p} )+\mathrm {r} }}}.
per valori di β reali positivi.
La formula in termini di errori di primo e secondo tipo:
{\displaystyle F_{\beta }={\frac {(1+\beta ^{2})\cdot \mathrm {TP} }{(1+\beta ^{2})\cdot \mathrm {TP} +\beta ^{2}\cdot \mathrm {FN} +\mathrm {FP} }}\,}.
Due particolari istanze della formula solitamente utilizzate sono la misura {\displaystyle F_{2}} (che pone maggiore enfasi sui falsi negativi) ed {\displaystyle F_{0.5}} (la quale attenua l'influenza dei falsi negativi).
In generale, {\displaystyle F_{\beta }} "misura l'efficacia del recupero rispetto ad un utente che attribuisce al recupero un'importanza di β volte quella della precisione".

## Applicazioni
L'F-score è solitamente usata nel campo del recupero dell'informazione per misurare l'accuratezza delle ricerche o della classificazione dei documenti. Inizialmente l'F1 score era l'unica misura ad essere considerata, ma con la proliferazione in larga scala di motori di ricerca gli obiettivi di prestazione iniziarono a variare, divenendo necessario porre maggiore enfasi su precisione o recupero.
L'F-score è usata anche nel campo dell'apprendimento automatico ed è vastamente impiegata nella letteratura sull'elaborazione del linguaggio naturale.
Da notare, comunque, che non viene mai preso in considerazione il numero di veri negativi. In tal senso, misure come il coefficiente di correlazione di Matthews o il Kappa di Cohen possono generare risultati più adeguati alle proprie esigenze.

## G-measure
Mentre l'F-measure è una media armonica di recupero e precisione, la cosiddetta G-measure è una media geometrica:
{\displaystyle G={\sqrt {\mathrm {p} \cdot \mathrm {r} }}}
{\displaystyle G={\sqrt {\mathrm {PPV} \cdot \mathrm {TPR} }}}
Dove PPV sta per Positive Predictive Value ("valore predittivo positivo") e TPR per "True Positive Rate" (o indice di sensibilità).
È nota anche come indice di Fowlkes-Mallows.